# Tsutomu Fujimura
Tsutomu Fujimura (jap. 藤村義 Fujimura Tsutomu; ur. 28 marca 1982) – japoński zapaśnik w stylu klasycznym. Olimpijczyk z Londynu 2012, gdzie zajął trzynaste miejsce w kategorii 66 kg.
Ósme miejsce na mistrzostwach świata w 2009. Brązowy medal na igrzyskach azjatyckich w 2010, a piąty w 2014. Piąty na mistrzostwach Azji w 2009 roku.